# Georg von Podiebrad

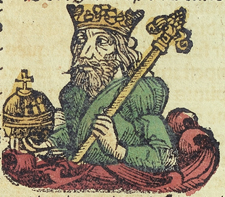
Georgius koenig zu Beheim, Schedelsche Weltchronik

Georg von Podiebrad (auch: Georg von Kunstadt und Podiebrad; tschechisch Jiří z Poděbrad auch Jiří z Kunštátu a Poděbrad; in Görlitzer Quellen auch: Girsik (tschechisch Jiřík); * 6. April 1420 vermutlich auf Burg Poděbrady; † 22. März 1471 in Prag) war ab 1448 Landesverwalter von Böhmen und von 1458 bis 1471 König von Böhmen. Nach einer Dekade innerer Auseinandersetzungen, verursacht durch den Tod Kaiser Sigismunds, setzte er sich mit seiner utraquistischen Partei gegen die österreichische Partei erfolgreich durch. 1458 wurde er zum König von Böhmen gewählt. 1469 erhob er das böhmische Glatzer Land zur Grafschaft Glatz.
Georg von Podiebrad war der erste König im spätmittelalterlichen Mitteleuropa, der sich von der römischen Kirche abwandte und die Konfession der gemäßigten Hussiten annahm. Am 23. Dezember 1466 wurde er vom Papst Paul II. exkommuniziert.

## Herkunft und Familie

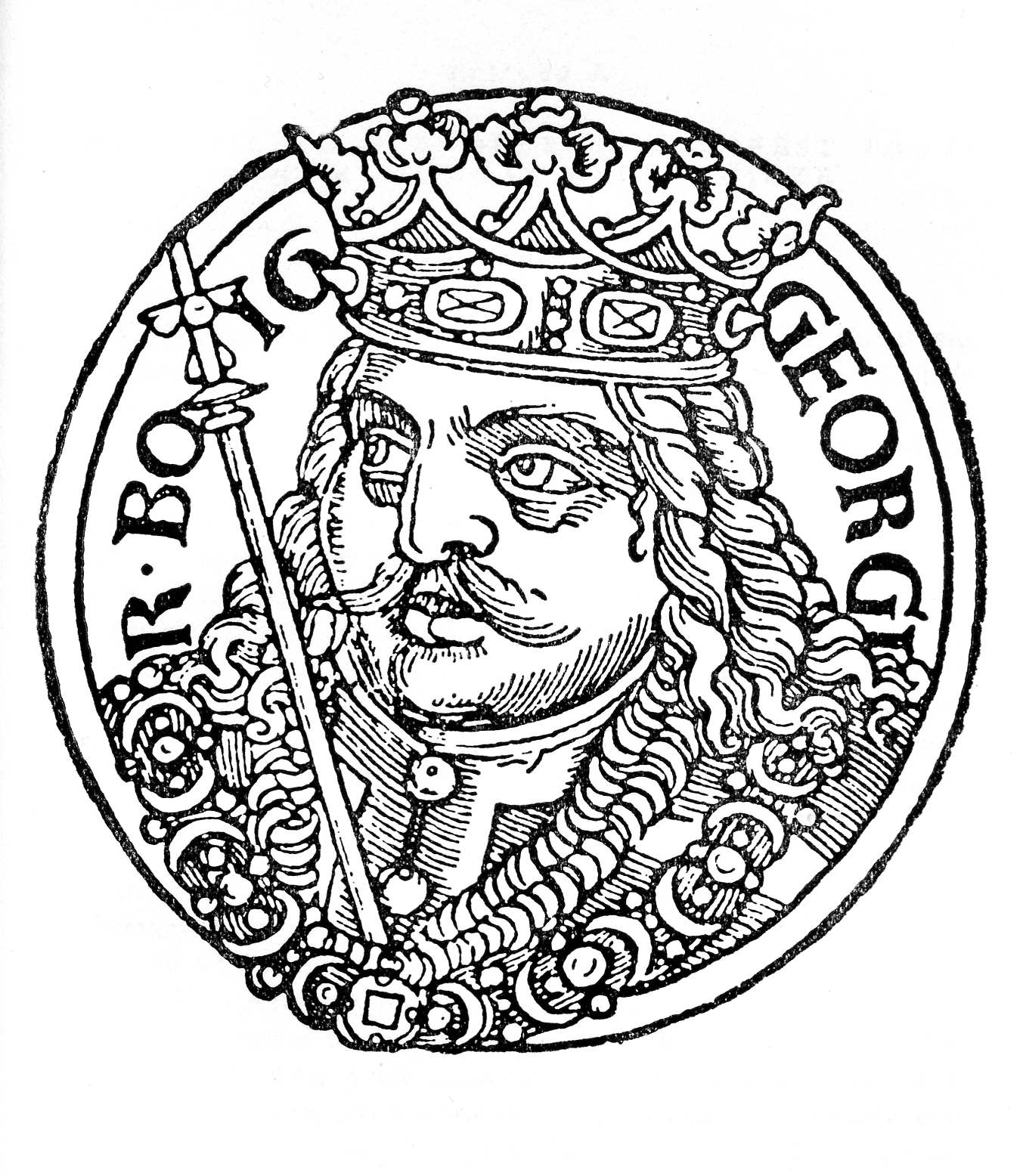
Bild Georgs von Podiebrad in der Chronik des Martin Cuthenus, 1539

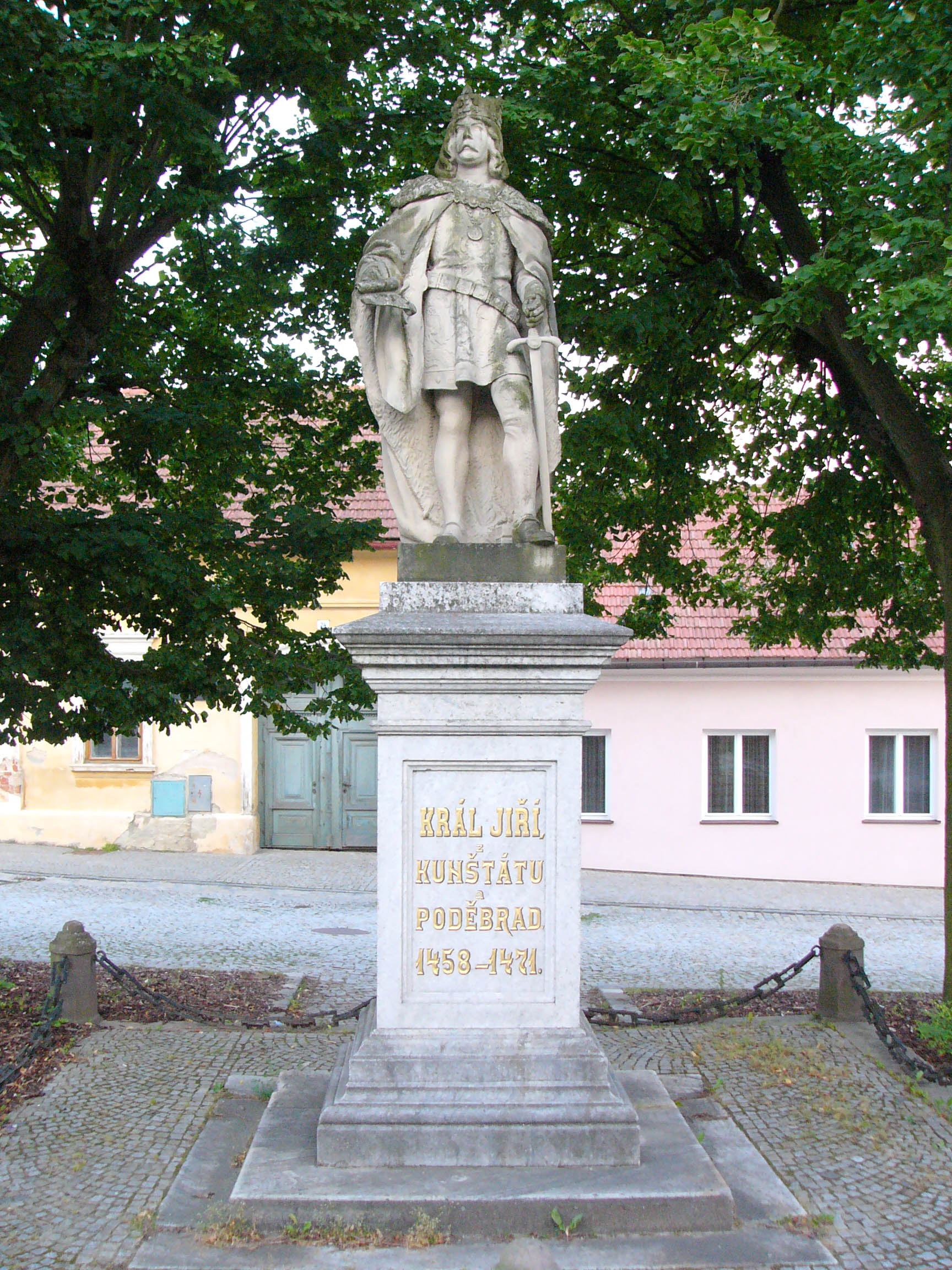
Statue von Georg von Podiebrad in Kunštát

Georg entstammte dem mährischen Adelsgeschlecht von Kunstadt, das umfangreiche Besitzungen in Mähren und Böhmen hatte. Der Podiebrader Familienzweig der Herren von Kunstadt wurde von Georgs Urgroßvater Boček I. von Podiebrad († 1373) gegründet. Georgs Eltern waren Viktorin von Podiebrad († 1427) und Anna von Wartenberg (1403–1427). Seinen Vater Viktorin, einen engen Gefährten des hussitischen Heerführers Jan Žižka, verlor er mit sieben Jahren. Georgs Großvater Boček zählte zu den Initiatoren des berühmten Beschwerdebriefs vom 2. September 1415 gegen die Verbrennung von Jan Hus, den 452 böhmische und mährische Herren unterzeichnet und an das Konzil von Konstanz gerichtet hatten. Nach dem frühen Tod seines Vaters kam Georg unter die Vormundschaft seiner Onkel Boček von Kunstadt und danach Haralt von Kunstadt. Mit letzterem erlebte er als 14-Jähriger die Schlacht bei Lipan auf der Seite der siegreichen gemäßigten Utraquisten gegen die radikalen Waisen und die Taboriten.
1441 heiratete Georg Kunigunde von Sternberg. Nach deren Tod 1449 vermählte er sich 1450 mit Johanna von Rosental († 1475).
Kinder aus der ersten Ehe:
- Boček (1442–1496)
- Viktorin (1443–1500); seit 1459 Reichsfürst, Herzog von Münsterberg und Troppau, Graf von Glatz
- Barbara (1446–1474) ⚭ 1. mit Heinrich von Leipa († 1469), 2. mit Jan Křinecký von Ronow
- Heinrich d. Ä. (1448–1498); seit 1462 Reichsfürst, Herzog von Münsterberg und Graf von Glatz, seit 1495 Herzog von Oels ⚭ 1467 Ursula von Brandenburg (1450–1508), eine Tochter des Markgrafen Albrecht Achilles
- Katharina (Kunigunde) (1449–1464) ⚭ 1461 mit dem ungarischen König Matthias Corvinus
- Zdeňka (Sidonie) (1449–1510) ⚭ 1464 den sächsischen Herzog Albrecht den Beherzten

Kinder aus der zweiten Ehe:
- Heinrich d. J. (1452–1492); seit 1462 Reichsfürst, Herzog von Münsterberg und Graf von Glatz ⚭ 1475 Katharina (1453– nach 1509), eine Tochter des Herzogs Wilhelm III. von Sachsen
- Friedrich (1453–1458)
- Georg (1454/1455–1459/1462)
- Ludmilla (1456–1503) ⚭ Herzog Friedrich I. von Liegnitz († 1488)

## Werdegang
Georg nahm als Vierzehnjähriger auf Seiten der Kalixtiner an der Schlacht von Lipan teil, die den Untergang der radikaleren Taboriten zur Folge hatte. Als einer der Führer der Utraquisten besiegte er 1438 bei Tabor in einem Scharmützel die österreichischen Truppen des römisch-deutschen Königs Albrecht II., des Schwiegersohns und Erben des Kaisers Sigismund. Diesen hatte die katholische Seite zusammen mit den Prager Kalixtinern Ende 1437 als neuen böhmischen König durchgesetzt, nachdem der letzte Luxemburger, Kaiser Sigismund, verstorben war. Der ostböhmische Adel, traditionell streng kelchgläubig, versuchte gemeinsam mit den Taboriten den Bruder Kasimir des polnischen Königs Vladislav an Albrechts Stelle zu setzen, doch vergebens.
Nach dem Tod Albrechts II. 1439 war Böhmen in zwei Parteien gespalten: die Römische oder Österreichische Partei unter Ulrich II. von Rosenberg und die Kalixtinische Nationalpartei, die seit dem Tod von Hynek Ptáček von Pirkstein von Georg von Podiebrad angeführt wurde. In der Folgezeit kam es immer wieder zu kleineren oder größeren militärischen Konflikten. Dessen ungeachtet brachte der 1440 geschlossene Landfrieden dem Land eine gewisse Beruhigung. Zwischen den gegnerischen Lagern einigte man sich schließlich auf eine Art Burgfrieden, da keine der Seiten der anderen ihren Willen aufzwingen konnte. Als Ptáček von Pirnstein 1444 starb, konnte sein Schützling Georg dessen Platz und damit auf Seiten der Kelchanhänger eine führende Rolle einnehmen. Eine Zusammenkunft in Kuttenberg hatte am 27. August 1444 den 24-jährigen Podiebrad zum obersten Hauptmann des Bundes der östlichen Kreise und der bald nach ihm benannten Liga gewählt. In der Folgezeit behauptete sich Georg militärisch und politisch erfolgreich gegen die unter den Rosenbergern vereinte katholische Adelspartei Süd- und Westböhmens, aber auch gegen die radikalen Taboriten. Auf einer Zusammenkunft in Kuttenberg wurde eine militärische Liga zum Schutz der Kompaktaten gebildet (24. Juni 1448).
1448 wurde Georg in das Amt des Landesverwalters gewählt; die offizielle Bestätigung erfolgte im Frühjahr 1452. Nach der Wahl besetzte die katholische Grünberger Allianz Prag. Nach mehreren erfolglosen Vermittlungsversuchen entschloss sich Georg, zu den Waffen zu greifen. Nach und nach hob er eine Streitmacht in Nordostböhmen aus, wo seine Burg stand und wo die Kalixtiner zahlreiche Anhänger hatten. Mit dieser Armee von etwa 900 Mann marschierte er Anfang September 1448 von Kuttenberg aus nach Prag, das er am 3. September fast ohne Gegenwehr besetzen konnte. Der Oberstburggraf Meinhard von Neuhaus wurde gefangen genommen. Am 20. September 1448 bat Meinhards Sohn Ulrich/Oldřich von Neuhaus († 1453) um die Freilassung seines Vaters. Sie wurde von Georg verweigert, da Meinhard vor ein ordentliches Gericht gestellt werden sollte. Man brachte ihn auf das feste Schloß Podiebrad; auf dem nächsten Landtag, so wurde ihm bedeutet, werde über seine Verwaltung Gericht gehalten werden. Vorerst war er Unterpfand des friedlichen Verhaltens seiner Partei. Georg berief als Nachfolger Meinhards den Führer der römisch-katholischen Herren, Zdenko Konopištský von Sternberg.
Daraufhin brach ein Bürgerkrieg zwischen den katholischen Adligen und Georgs Einheit aus. Der in Podiebrad inhaftierte Meinhard erkrankte schwer und wurde deshalb am 1. Februar 1449 entlassen. Auf dem Weg nach Neuhaus starb er. unterwegs in Říčany. Mit der sogenannten Strakonitzer Liga mit Ulrich von Rosenberg an der Spitze entstand am 8. Februar 1449 ein katholisches Gegengewicht. Schließlich wurden auch die Adligen der römischen Partei besiegt.

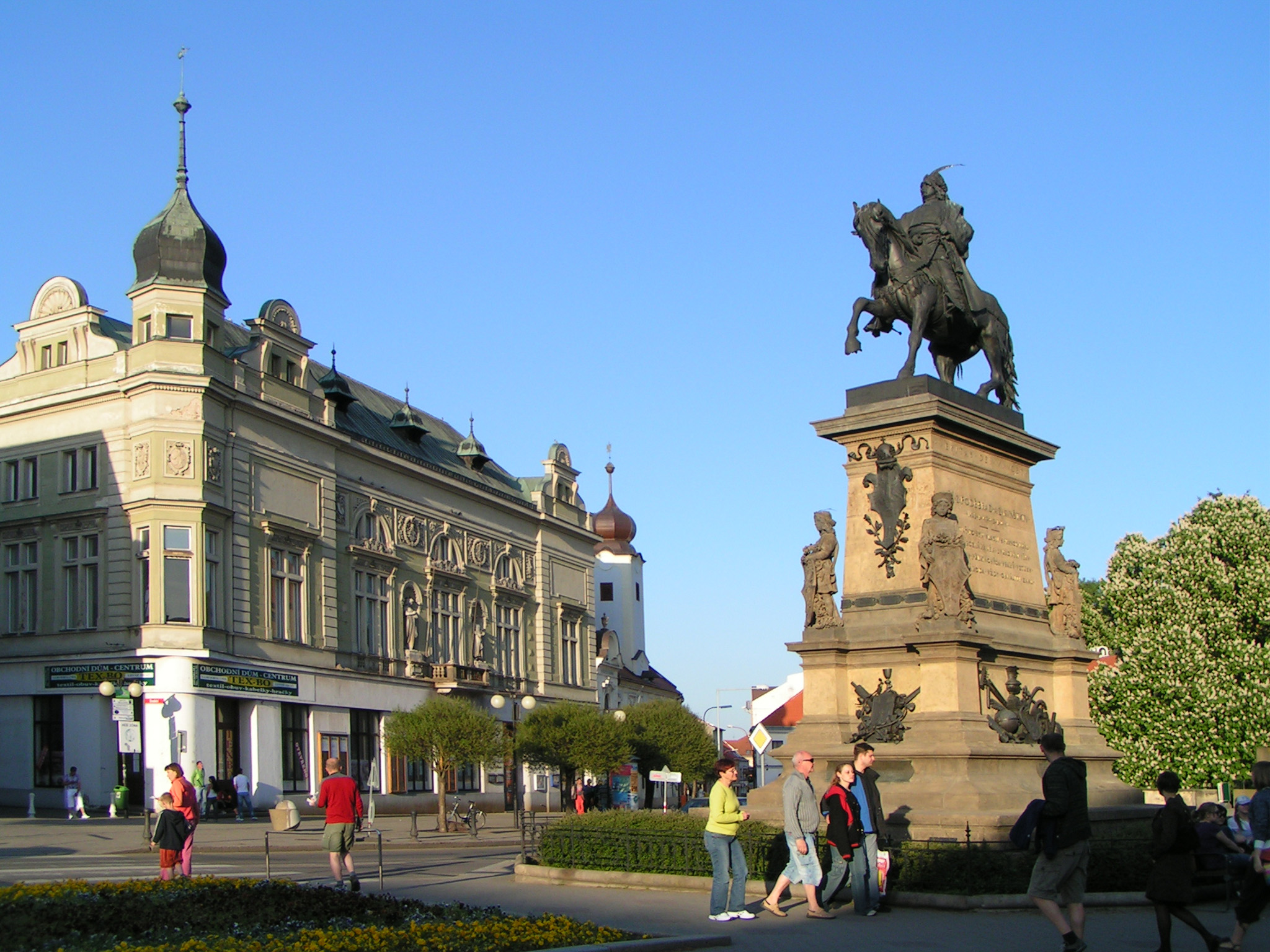
Das Reiterstandbild des Georg von Podiebrad in Poděbrady

Georg von Podiebrad wurde von Wilhelm dem Tapferen, Herzog von Sachsen, im Rahmen des Sächsischen Bruderkriegs (1445–1451) gegen Kurfürst Friedrich II. den Sanftmütigen zu Hilfe geholt, wobei der Krieg mit erheblichen Schäden und Verlusten der Zivilbevölkerung in der Markgrafschaft Meißen verbunden war.
Im Jahr 1451 ernannte der spätere Kaiser Friedrich III., der Vormund des jungen Königs Ladislaus, Georg von Podiebrad zum Landesmarschall von Böhmen; die Stände wählten ihn zum Landesverweser. Die Einsetzung Podiebrads als Verweser Böhmens 1452, nach der er für den minderjährigen König Ladislaus Posthumus die Regierungsgeschäfte führte, bildete einen vorläufigen Höhepunkt seines Aufstieges. Im Grunde war er damit bereits mit einer faktischen Machtfülle ausgestattet, die der eines Königs kaum nachstand. Mit der erfolgreichen Eroberung Prags durch Georg von Podiebrad im September 1448 hatte die utraquistische Partei im Lande ein derartiges Übergewicht errungen, dass ihr Führer im Laufe weiterer vier Jahre seine allgemeine Anerkennung als legitimer Landesverweser – Gubernator – des Königreiches Böhmens durchsetzen konnte. Die böhmische Aristokratie drängte den Kaiser Ladislaus, der 1453 zum König gewählt worden war, dieses Amt ausüben zu lassen. Da der Kaiser seine Zustimmung mit dem Hinweis verweigerte, dass Ladislaus nicht volljährig sei, wollte der katholische Adel den jungen König mit Gewalt nach Prag holen.
Obwohl der böhmische Kampf gegen den katholischen Glauben weiterging, wurde die Position Georgs von Podiebrad geschwächt, nachdem Ladislaus am 28. Oktober 1453 gekrönt worden war. Ladislaus zeigte Sympathien für die römische Kirche, obwohl er die Prager Kompaktaten und die althergebrachten Ständeprivilegien des böhmischen Adels bestätigte. Die katholische Partei wurde einigermaßen durch die Hoffnung beschwichtigt, die sie in den akzeptierten böhmischen König Ladislaus Posthumus, den Sohn Albrechts II., setzte. Während dessen Minderjährigkeit suchten die katholischen Herren größtmögliche Gewinne zu machen, und zwar teilweise in einem Interessenverband mit der Kriegeraristokratie um den Landesverweser. 1457 starb Ladislaus unerwartet, und Georg von Podiebrad wurde verdächtigt, er habe Ladislaus vergiften lassen. Dieser Vorwurf wurde jedoch nie bewiesen.

## König von Böhmen

### Wahl zum König

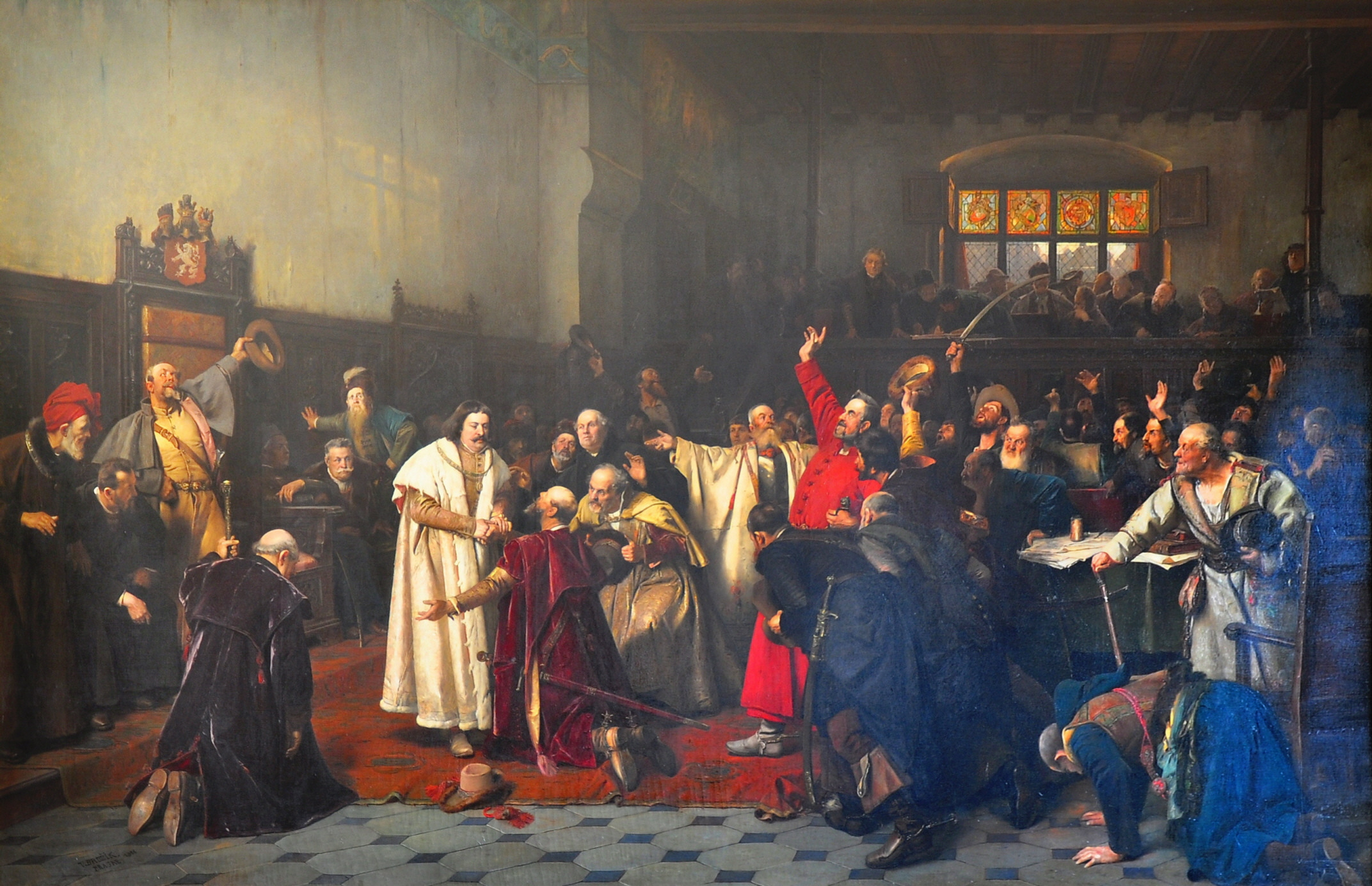
Wahl Georgs von Podiebrad zum König von Böhmen (von Václav Brožík, 1898)

Beim überraschenden Tod des jungen Habsburgers im November 1457 befand sich Georg von Podiebrad in der idealen Ausgangslage für den Griff nach der Krone. Als Verweser des nun königslosen Landes hielt er die Fäden für das Spiel in der Hand, mit dem die verschiedenen Thronkandidaten um ihre Chancen gebracht werden sollten, vor allem die ihre Erbrechte reklamierenden Habsburger sowie Herzog Wilhelm III. von Sachsen und König Kasimir von Polen als Gatten der Töchter König Albrechts II. von Habsburg
Albrecht von Bayern wurde vorgeschlagen, lehnte die Krone jedoch ab. Kandidiert hatten schließlich der polnische König Kasimir, der sächsische Herzog Wilhelm, Friedrich von Brandenburg und schließlich der junge Sohn des französischen Königs Karls VII., der französische Prinz Karl von Valois. Am 27. Februar 1458 wurde Georg von einer utraquistischen Ständemehrheit zum König erhoben und gekrönt. Auch die Anhänger der österreichischen Partei stimmten für ihn, da sie sich der Stimmung, die nach einem national gesinnten Herrscher verlangte, nicht entgegenstellen wollten.
Am 27. Februar 1458 hatten die böhmischen Stände für die Königswahl den Landtag nach Prag in das Altstädter Rathaus einberufen. Auch die katholischen Stände nahmen teil, da auch sie eine rechtmäßige Königswahl als Vorbedingung für die Vergabe der Wenzelskrone betrachteten. Erst nach mehrtägigen Verhandlungen vor unter hinter den Kulissen kam es am 2. März zum Wahlakt, und Georg von Podiebrad wurde von allen Anwesenden einstimmig zum neuen böhmischen König gewählt. Podiebrad musste sich zwar die Krönung durch Geschenke, Versprechungen und Verpflichtungen gegenüber der heimischen katholischen Minderheit erkaufen, konnte aber als „König der zweigeteilten Nation“ nicht anders vorgehen. Den darin übereinstimmenden Berichten zufolge ging die Initiative zur Ausrufung des Königs von Zdenko von Sternberg aus, einem einflussreichen katholischen Hochadeligen, der zu dieser Zeit noch auf Seiten Podiebrads stand.
Die Krönung zum böhmischen König fand am 7. Mai 1458 im Veitsdom auf der Prager Burg statt. Die Krönung wurde von ungarischen Bischöfen aus Vác (Waitzen) und Porabja (Raab) vorgenommen, da der wegen seines Utraquismus zum Ketzer stigmatisierte Prager Bischof Johannes Rokyzana (um 1397–1471) von der römischen Kirche nicht anerkannt wurde. Am Vorabend seines Krönungstages, dem 6. Mai 1458, leistete Georg von Böhmen den zwei ungarischen Bischöfen Ágoston Salánki und Vince Szilassi stellvertretend für Papst Calixt III. einen feierlichen, vorerst noch geheimen Eid, zum Katholizismus überzutreten und auch seine Untertanen zu diesem Schritt zu bewegen. Diese Abkehr von der hussitischen Lehre und den Prager Kompaktaten entfremdete den König langfristig nicht nur der ihn unterstützenden Front der Utraquisten, sondern barg, angesichts der in den böhmischen Kronländern in etwa gleich stark vertretenen beiden Konfessionsrichtungen, ein enormes Konfliktpotential für die Zukunft des Königreiches Böhmen.
Nicht überall in Böhmen fand die Wahl Georgs Zustimmung. Darin spielten überraschenderweise jedoch weder die konfessionelle Zwielichtigkeit Podiebrads als »Ketzerkönig« noch die angeblich gewaltsamen Umstände seiner Wahl eine vordergründige Rolle. In Wilhelms von Sachsens Augen war es von erheblich größerem Gewicht, dass bei der Wahl die Gesetze Karls IV. missachtet und die Stände der katholischen Nebenländer der Krone Böhmen nicht beteiligt worden seien. So hatte Podiebrad zunächst mit der Durchsetzung seines Königtums zu tun. Gleich in seinen ersten Regierungsjahren lassen sich gewisse Ansätze zu einer Konfrontation mit der katholischen Partei wahrnehmen, deren hochadelige Repräsentation die Zentralisierungstendenzen des Hofes durch Obstruktionen bei den Landtagen und beim Landesgericht zu unterlaufen suchte. In Iglau kam es zum Widerstand. Georg zog mit seinem Heer, unterstützt durch seine Getreuen wie Johann II. von Rosenberg, dorthin und belagerte die Stadt vier Monate lang, bevor am 15. November 1458 ein Friedensvertrag abgeschlossen wurde, in dem sich die Iglauer verpflichteten, dem König zu huldigen. Auch Breslau weigerte sich zunächst, die Herrschaft des Königs anzuerkennen. Nach langen, ergebnislosen Verhandlungen griff schließlich Papst Pius II. durch seinen Vermittler Jost II. von Rosenberg ein. Im Dezember 1459 erkannte auch die Stadt Breslau den neuen König an. Aber noch im Januar 1460 musste der Papst die Breslauer zum Frieden mahnen. und beauftragte Erzbischof von Kreta Girolamo Landi und Francisco de Toledo zur Vermittlung zwischen Breslau und Georg.

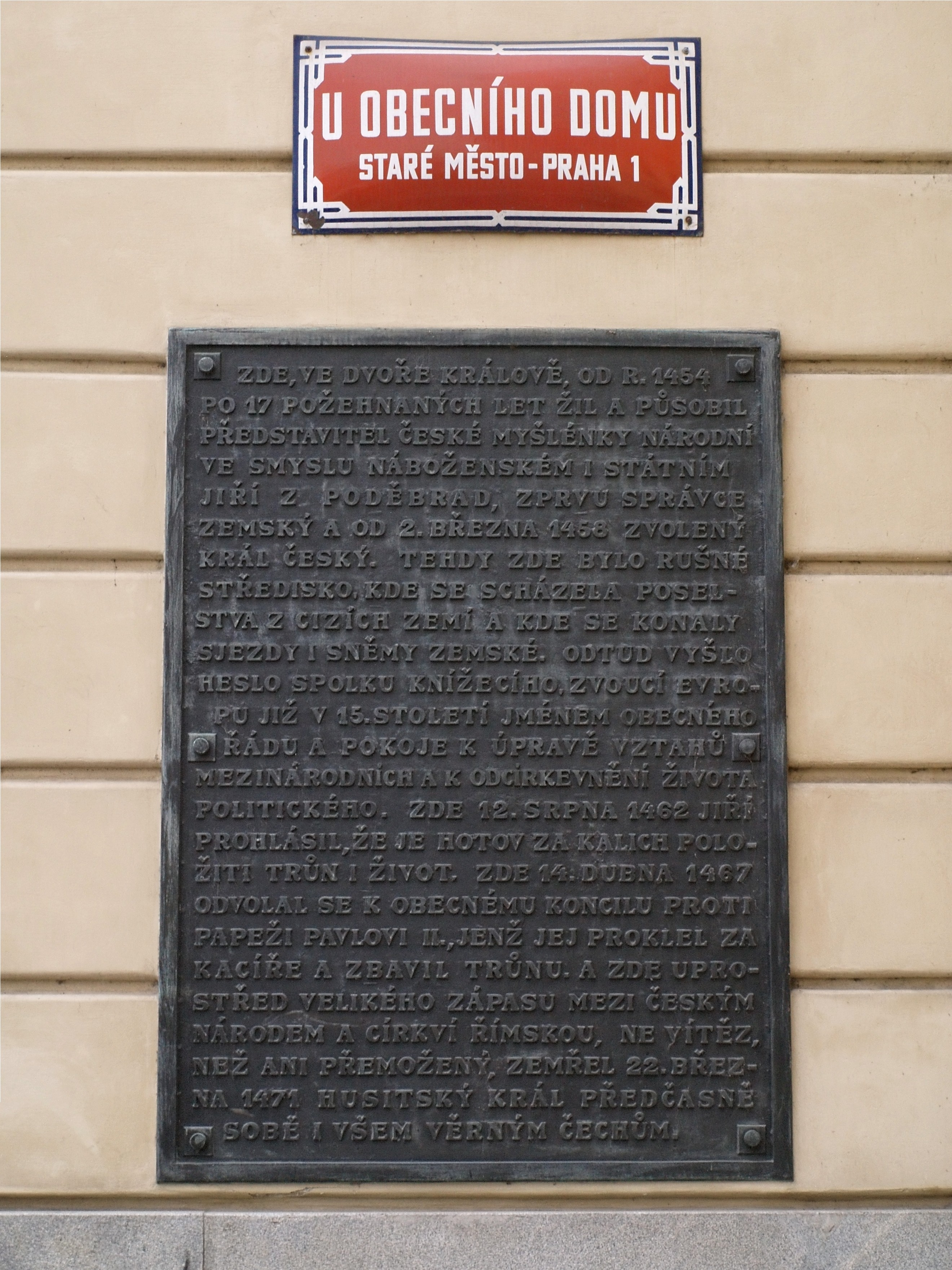
Tafel am Prager Gemeindehaus an der Stelle des 1904 abgerissenen ehemaligen Königshofes (Králův dvůr) von dem Podiebrad seine Länder regierte

In intensiver Lobbypolitik an der römischen Kurie hatte Breslau sich zur akut bedrohten Bastion der Rechtgläubigen stilisiert und erreichte, dass sie zwischen 1459 und 1480 beinahe durchgehend Residenz päpstlicher nuntii oder Legaten war. Unter diesen ragt Rudolf Hecker von Rüdesheim hervor, der zum Bischof von Breslau (1468–1482) ernannt wurde.
Zu seinen mährischen Gegnern, die sich weigerten, Georg anzuerkennen, gehörte auch Hynek Bitovsky von Lichtenburg (Hynek Bitovský z Lichtenburka). Diese Auseinandersetzung beruhte auf einer persönlichen Feindschaft und gipfelte in der Belagerung der Burgen Hyneks. 1465 wurde die Burg Zornstein schließlich eingenommen.

### Politik gegenüber den Nachbarländern
Im Vertrag von Eger 1459 legten Kurfürst Friedrich, Herzog Wilhelm von Sachsen und Georg von Podiebrad die Grenze zwischen Böhmen und Sachsen auf die Höhe des Erzgebirges und die Mitte der Elbe fest, was noch heute größtenteils gültig ist. Diese Grenze gehört somit zu den ältesten noch bestehenden Europas.
Auf Grund der Verhandlungen mit dem ungarischen Kanzler Johann Vitéz versprach der böhmische Landesverwalter Georg von Podiebrad im Dezember 1457 Matthias (Corvinus) Hunyadi für ein reichliches Lösegeld aus dem Prager Gefängnis zu entlassen.
Im Juni 1459 erklärte sich Georg von Podiebrad bereit, den Kaiser gegen seinen gefährlichsten Rivalen in Ostmitteleuropa, den ungarischen König Matthias Corvinus, zu unterstützen. Erst für diese Abkehr von seinem bisherigen Verbündeten und Schwiegersohn Matthias erlangte Podiebrad die vollständige Anerkennung durch den Kaiser. Am 31. Juli 1459 belehnte Friedrich III. Georg von Podiebrad mit den Regalien des Königreichs Böhmen. Corvinus reagierte auf den Seitenwechsel Georgs verstimmt und veranlasste ihn später nach der Bannung Georgs zum Kreuzzug gegen Podiebrad.
Mit der kaiserlichen Anerkennung Georgs von Podiebrad als Nachfolger Ladislaus im Jahre 1459, nachdem Georg und seine Söhne den Kaiser 1462 aus der von den aufständischen Wienern belagerten Burg befreit hatten, näherten sich Friedrich III. und Georg von Podiebrad einander an. Dies fand u. a. seinen Ausdruck in der Ernennung Georgs zum künftigen Vormund von Friedrichs Kindern, in der Erhebung der Söhne Georgs zu Herzögen von Münsterberg und Grafen von Glatz (siehe Erhebung der Grafschaft Glatz) sowie in weiteren Zugeständnissen.
Im Bayerischen Krieg unterstützte Georg Ludwig den Reichen von Bayern-Landshut gegen Albrecht Achilles. Böhmische Truppen fielen in das angrenzende Sechsämterland von Brandenburg-Kulmbach ein und sorgten durch Zerstörungen und Plünderungen für erheblichen Schaden. Nach mehreren gescheiterten Schiedstagen kam im Juli 1463 unter der Leitung von Georg Podiebrad in Prag ein Friedenskongress zusammen. Mit dieser Initiative hoffte der utraquistische Böhmenkönig den ihm vom Papst angedrohten Kirchenbann abwehren zu können. Nach komplizierten Verhandlungen kam am 22./23. August ein aus mehreren Einzelabkommen bestehender Friedensschluss, der Prager Frieden (1463), zustande. Im Juli 1465 kam dann unter Vermittlung Herzog Ludwigs von Bayern-Landshut und anderer der Vertrag über die Anerkennung der Lehen durch Pfalzgraf Otto II. von Pfalz-Mosbach zustande, ihm wurden von Seiten Böhmens mehrere Städte und Burgen, die bisher im böhmischen Besitz waren, gnädiglich gelyhen, so die Schlösser und Städte Tännesberg, Hohenfels, Hartenstein, Stierberg, Betzenstein, Thurndorf, Hollenberg, Strahlenfels, Auerbach, Eschenbach, Rothenberg, Bärnau, Heimburg, Holnstein und Freystadt im sogenannten Neuböhmen.

### Auseinandersetzungen mit der römischen Kurie
Ein Jahr nach dem Regierungsantritt Georgs von Podiebrad kam Papst Pius II. an die Macht, dessen konsequente Feindschaft das ernsteste Hindernis für Georgs Regierung bildete. Obwohl er das Ansinnen des Papstes zurückwies, die Kompaktaten abzuschaffen, versuchte er doch, die Beziehungen zum Heiligen Stuhl durch die Unterdrückung radikaler Gegner des Papsttums zu verbessern. In offiziellen Gesprächen mit der römischen Kirche suchte Georg von Podiebrad eine offizielle Bestätigung der Kompaktaten zu erreichen, die Georg für das Fundament seiner Herrschaft hielt. Hiernach sollte zum Beispiel jedem nach Wunsch auch das kirchliche Abendmahl in zweierlei Gestalt, also mit Brot und Wein gereicht werden. Die Dokumente zu dieser Sonderregelung in Böhmen und Mähren, die mit der katholischen Kirche schon 1436 beim Konzil von Basel vereinbart worden waren, Ungeachtet der diplomatischen Bemühungen des neuen Königs verkündete Pius II. 1461 die Aufhebung der Kompaktaten, verwarf sie am 31. März 1462 ausdrücklich und bestand auf der kirchlichen Wiedervereinigung Böhmens. In Prag aber bekannte der König nach Rückkehr der Gesandtschaft aus Rom und deren Bericht vor dem Landtag sich demonstrativ zu seinem ererbten Glauben, unter dem Beifall der Utraquisten, unter Abseitsstehen der Katholiken. Die Standpunkte gegenüber Rom und innerhalb des Königreiches waren damit präzisiert, der Kampf stand bevor, es ging um die Klärung der Fronten nach außen. Am 14. August 1462 hatte König Georg von Böhmen den zum böhmischen Landtag nach Prag entsandten päpstlichen Legaten Fantinus de Valle festsetzen lassen, nachdem dieser dort die Aufhebung der Iglauer Kompaktaten durch Papst Pius II. verkündet und Gehorsam gefordert hatte, Der Konflikt zwischen Papst und König wurde jedoch durch ein außenpolitisches Ereignis aufgeschoben. Im Herbst 1462 half Podiebrad bei der Befreiung des Kaisers Friedrich III., der in der Wiener Hofburg von dem Volk und abgefallenen Söldnern belagert wurde. Der Papst stellte deswegen das Verfahren für sechs Monate ein, der Kaiser aber versprach Podiebrad, sich für ihn in Rom einzusetzen.
Vor allem Georgs Verfolgung der gerade gegründeten Böhmischen Brüder gilt als Makel seiner Regentschaft. Seine Anstrengungen, mit dem Papsttum Frieden zu schließen, scheiterten jedoch. Nach dem Tod des Papstes Pius II. kam dessen geplanter Kreuzzug gegen Böhmen nicht mehr zustande. Auch sein Nachfolger Paul II. war ein entschlossener Gegner der Hussiten.
Vor den bedeutendsten böhmischen Adelsfamilien, die am häufigsten in den Rechtsdokumenten des damaligen Königshofs zu finden sind, war ein Großteil Katholiken, und gerade das war der Hauptgrund für die Probleme, die Georg von Podiebrad nach 1465 in seinen Beziehungen zur päpstlichen Kurie hatte. Papst Pius II. hatte sich bei Georgs Amtsantritt ausgemalt, in ihm einen hörigen Herrscher vorzufinden, der gegen die Utraquisten hart vorgehen würde. Dazu war es jedoch nicht gekommen.

### Katholischer Widerstand
1464 erklärte der neu gewählte Papst Paul II. Georg von Podiebrad zum Ketzer. Die Regierung Georgs war zwar die wirtschaftlich erfolgreichste seit Karl IV., allerdings hatte der calixtinische König viele Feinde in der römischen Partei des mächtigen böhmischen Adels. Dies führte zu Auseinandersetzungen unter den böhmischen Adeligen. Bedeutende katholisch orientierte Adelige versammelten sich am 28. November 1465 auf der Burg Grünberg (Zelená Hora) und gründeten die Grünberger Allianz (Zelenohorská jednota), die vom Heiligen Stuhl unterstützt wurde. Die Allianz verfasste unter der Führung von Zdenko von Sternberg auf Konopischt ein Dekret, in dem sie den König der Verletzung von Landesrechten bezichtigte und auch andere Beschuldigungen vorbrachte. Neben Sternberg schlossen sich der Allianz folgende Persönlichkeiten an: der Breslauer Bischof Jost II. von Rosenberg, Johann Zajíc von Hasenburg, Ulrich von Hasenburg, Bohuslav von Schwanberg, Wilhelm von Ilburg, Heinrich der Ältere von Plauen, Diepolt von Riesenburg, Jaroslav von Sternberg, Johann von Sternberg, Heinrich IV. von Neuhaus, Burian von Gutštejn, Heinrich der Jüngere von Plauen, Linhart von Guttenstein, Dobrohost von Ronsperg und Johann II. von Rosenberg. Auf dem Landtag in Prag hatten die Vertreter einiger katholischer Herren eine Beschwerde über die Regierungsweise König Georgs vorgetragen. Bei den meisten Forderungen handelte es sich um die Außerachtlassung der Beteiligung der Herren an der Regierung und die Verletzung der Ständeprivilegien und des Landrechts. An der Sitzung der Landesversammlung am 25. September 1465 wurde dem König das Dekret ausgehändigt, worauf er mit einer entsprechenden scharfen Antwort reagierte. Die Herren lehnten es auch ab, dass zu Georgs Lebzeiten einer seiner Söhne zum König gewählt werde (Anwendung des Grundsatzes vivente non rege). König Georg wies in seiner Antwort alle Vorwürfe zurück, und seinen Standpunkt unterstützten auch die auf dem Landtag versammelten Stände. Die Forderungen der katholischen Herren wurden als „abseitig und unzulässig“ bezeichnet, da sie dem König ohne vorherige Verhandlung und ohne Zustimmung der übrigen Stände vorgetragen worden waren. Breslau trotzte an der Spitze einer rechtgläubigen Fronde dem Böhmenherrscher, schrieb die Huldigungsbedingungen vor und enthielt dem als »Girsik« (= Diminutiv von Georg / Jiří) Verunglimpften eine Unterwerfung vor.
Gegen Frühjahr 1466 bis 1468 wurde im Zuge der Görlitzer Pulververschwörung vergeblich ein Gewaltakt gegen den Görlitzer Stadtrat geplant, um den vom Stadtrat geplanten Umsturz von Georg von Podiebrad zu verhindern. Ein sich den Planungen verweigerndes Mitglied des Stadtrates verriet die Verschwörung, nachdem in der Stadt schon Gerüchte über mögliche Anschläge bzw. Angriffe entstanden, die auch Podiebrad selbst zugetraut wurden. Währenddessen hatte Papst Paul II. Ende des Jahres 1466 den Kirchenbann gegen Georg von Podiebrad verhängt.

### Kirchenbann und Absetzung
Alle Versuche Georgs, mit dem neuen Papst Paul zu verhandeln, scheiterten, als seine Abgesandten vom Pontifex brüsk abgewiesen wurden. Am 23. Dezember 1466 wurde Georg von Podiebrad von Paul II. exkommuniziert. Da vom Papst auch Georgs Absetzung als König von Böhmen verlangt wurde, war es den Vertretern der Römischen Partei verboten, mit ihm zusammenzuarbeiten. In diesem Moment mussten sich die katholischen Stände in Böhmen entscheiden, auf wessen Seite sie stehen wollten. 1465 schloss der Großteil von ihnen eine Allianz gegen den König. Mit der Gründung der Grünberger Liga katholischer Magnaten und dem Kirchenbann gegen Georg von Podiebrad geriet der ohnehin brüchige konfessionelle Frieden in Böhmen weiter unter Druck. Militärische Konflikte mit dem ungarischen, stark in die böhmischen Angelegenheiten involvierten König Matthias Corvinus waren die Folge. Der wurde zum Beispiel gleich im Jahr 1466 vom Breslauer Bürgermeister Lukas Eisenreich mit einem gesandten 1.800 Mann starkem Reiterheer unterstützt.
Nach der Bannung Georgs, unterstützte Friedrich III. zunächst den ungarischen König Matthias Corvinus als böhmischen Prätendenten und forderte die schlesischen Adligen und Städte zum Abfall von Georg auf.
Der Krieg in Böhmen begann im April 1467. Dem Bund der Herren gegenüber wurde die militärische Überlegenheit des Königs zunächst deutlich, während er deren Burgen in Böhmen angriff, fiel auch die Lausitz ab, rebellierte man in Schlesien und entbrannten Kämpfe in Mähren. Als erstes fielen 1467 die Sechsstädte in der Oberlausitz ab und Podiebrad musste in verheerenden Kriegszügen um Schlesien und Mähren kämpfen. Noch fehlte dem Herrenbund die Hilfe von außen. Doch Kaiser Friedrich III. und Georgs früherer Verbündeter, der Ungarnkönig Matthias Corvinus schlossen sich dem Aufstand an.
Unter dem Druck der öffentlichen Meinung und als Exponent des Kampfes gegen die Hussiten wurde Rudolf von Rüdesheim am 20. Januar 1468 einstimmig vom Domkapitel zum Bischof von Breslau gewählt, am 25. April 1468 vom Papst bestätigt und von Lavant nach Breslau transferiert. 1468 erklärt der ungarische König Matthias Podiebrad den Krieg. 1468 zog Georg von Podiebrad mit einem großen Heer gegen den Kaiser und Wien ins Feld. Georgs Mannen streiften selbst ins Österreichische, vor allem nördlich der Donau. König Kasimir von Polen wie Friedrich von Brandenburg lehnten die angebotene Böhmenkrone ab. Matthias eroberte den größten Teil Mährens und wurde am 3. Mai 1469 in Olmütz zum König von Böhmen gekrönt. Im folgenden Jahr war Georg von Podiebrad zwar militärisch erfolgreicher, doch setzte sein plötzlicher Tod am 22. März 1471 dem Vormarsch der Utraquisten ein Ende. Noch am 11. April 1471 erließ Paul II. eine Gründonnerstagbulle gegen Georg.

## Europäischer Föderations-Plan
Der Ausgangspunkt für den Friedensplan von Podiebrad ist in einem Vorschlag seines Beraters, des französischen Polihistors Antonius Marini, zu suchen.
1462 hatte Georg von Podiebrad als böhmischer König den ersten europäischen Föderations-Plan mit 21 Artikeln und anderem von dem Staatswissenschaftler Martin Mair erstellen lassen, einen Traktat über einen Bund der europäischen Fürsten zur dauerhaften Sicherung des Friedens, wobei verschiedene gemeinsame europäische Einrichtungen vorgesehen waren, darunter Heer, Haushalt, Gericht, Volksvertretung, Asyle, Verwaltung und ein Wappen.
Ein Bündnissystem der Staaten der Christenheit sollte entstehen, gegen die Türkenbedrohung gerichtet, aber ohne wesentliche Führerrolle des Papstes oder des Kaisers; die Entscheidungen sollten in einem gemeinsamen Organ des Bundes gefällt, Streitigkeiten in einem sogenannten Parlament geschlichtet werden. Frankreich wäre in diesem System wohl die Vormacht zugefallen.
Georg von Podiebrad plante, die Kompetenzen der zwei Universalmächte Papst- und Kaisertum durch ein Gremium gleichberechtigter weltlichen Herrscher zu neutralisieren. Es fanden in diesem Konzept eines völkerrechtlichen Vertrags viele heute bekannte völkerrechtliche Prinzipien ihren Ausdruck wie die souveräne Gleichheit der Staaten, die Streitbeilegung auf friedlichem Wege und damit die Zurückweisung des Krieges, die Stellung eines Aggressors außerhalb des Gesetzes und das Prinzip der kollektiven Sicherheit. Die geplante Organisation sollte eine eigene Rechtspersönlichkeit haben, eigene Organe, einen Beamtenapparat und eine eigenständige Finanzierung über eine gemeinsame Kasse. Der Wunsch nach einer gemeinsamen „Münze“ innerhalb dieses Bundes erinnert an die heutige Europäische Währungsunion.
Um sich die Unterstützung der europäischen Fürsten zu vergewissern, schickte Georg eine Delegation unter Leitung seines Schwagers Löw von Rozmital 1465–1467 an Fürstenhöfe in Deutschland, Flandern, England, Frankreich, Spanien, Portugal und Italien. Überall wurde die Delegation herzlich begrüßt und mit den damals gängigen Kampftechniken (vor allem Ringen und Turnier) getestet. Die Regeln waren bereits europäisch vereinheitlicht, dass bei den Kämpfen nur noch die moralische Frage zu beantworten war, ob man mit nacktem Oberkörper oder ganz bekleidet antreten solle.
Aber die von Georgs Seite vorgetragenen Verhandlungen stießen auf die diplomatischen Aktionen der Kurie, die in Venedig und Ungarn, Burgund und Frankreich gleicherweise um ein Bündnis gegen die Türken bemüht war.

## Persönlichkeit
Der mährische Standesherr und Georgs Anhänger Ctibor Tovačovský z Cimburka bezeichnete ihn als „einen natürlichen, weisen Menschen ohne schriftliche Sinnesschärfung“. Damit beschrieb er am trefflichsten seine Intelligenz sowie sein in der Praxis erlangtes Wissen. „Er hatte keine höhere Ausbildung, sei es an der Universität oder durch Privatunterricht von Gelehrten.“
„Latein beherrschte er nicht und Deutsch sprach er auch nur mit großer Mühe, somit war er auf Dolmetscher angewiesen. Umso mehr lag Georg daran, dass seine Kinder unter diesem Handicap nicht zu leiden hatten. Für sie plante er eine Zukunft als Könige, Reichskurfürsten und ranghohe europäische Adlige. Deswegen erhielten sie eine ausgezeichnete Bildung.“

## Bedeutung

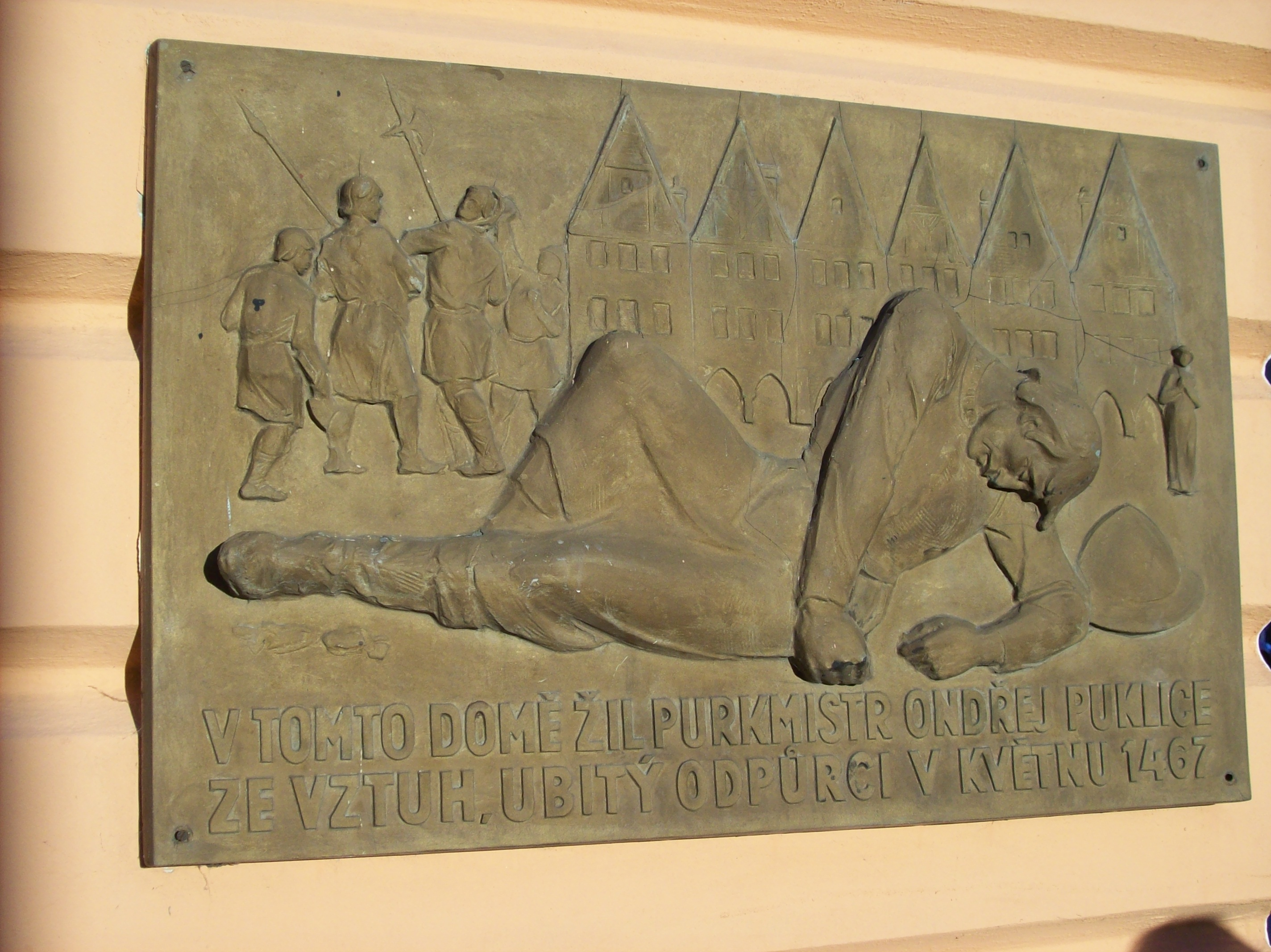
Budweis: Ermordung des katholischen Bürgermeisters Ondřej Puklice 1467, der sich geweigert hatte, die päpstliche Bulle zu verbreiten.

Georg war der erste König im spätmittelalterlichen Mitteleuropa, der sich von der römischen Kirche abwandte, als er die Konfession der Hussiten annahm. Diese war in ganz Böhmen durch die Annahme des Laienkelchs gekennzeichnet.
Georg von Podiebrad war einer der ersten europäischen Herrscher, die kontinuierlich gegen den päpstlichen Universalismus ankämpften. Sein Leitgedanke, genauer gesagt: seine Vision war, das Königreich Böhmen als einen Staat auf weltlichen Fundamenten und konfessioneller Toleranz aufzubauen. Doch konnte er sich auf all jene nicht lange verlassen, die ihn zu seinem Amtsantritt noch unterstützt hatten.
Bei seiner Wahl zum König wurde festgelegt, dass das Königsamt nicht vererbbar sei. Um seine Nachfolge kandidierten nach seinem Tod Vladislav II., der Sohn des polnischen Königs Kasimir, und der ungarische König Matthias Corvinus. Beide ließen sich 1471 zu Königen von Böhmen krönen.
Letztlich blieben die Positionen Georgs Utopien. Dennoch wird er von den Tschechen als identitätsstiftende Figur verehrt; er war – neben dem „Winterkönig“ Friedrich – der einzige nicht-katholische böhmische König.

## Untersuchungen
Anhand anthropologischer Untersuchungen der sterblichen Überreste durch Emanuel Vlček wurde festgestellt, dass der 165 Zentimeter große König an Wassersucht und als Folge seiner Korpulenz an Stoffwechselkrankheiten litt. Er hatte große Gallensteine und Leberschäden. In seiner Jugend wurde er im Gesicht verletzt. Sein Gesicht war durch Verwachsen der gebrochenen Kieferknochen leicht entstellt.

## Würdigungen

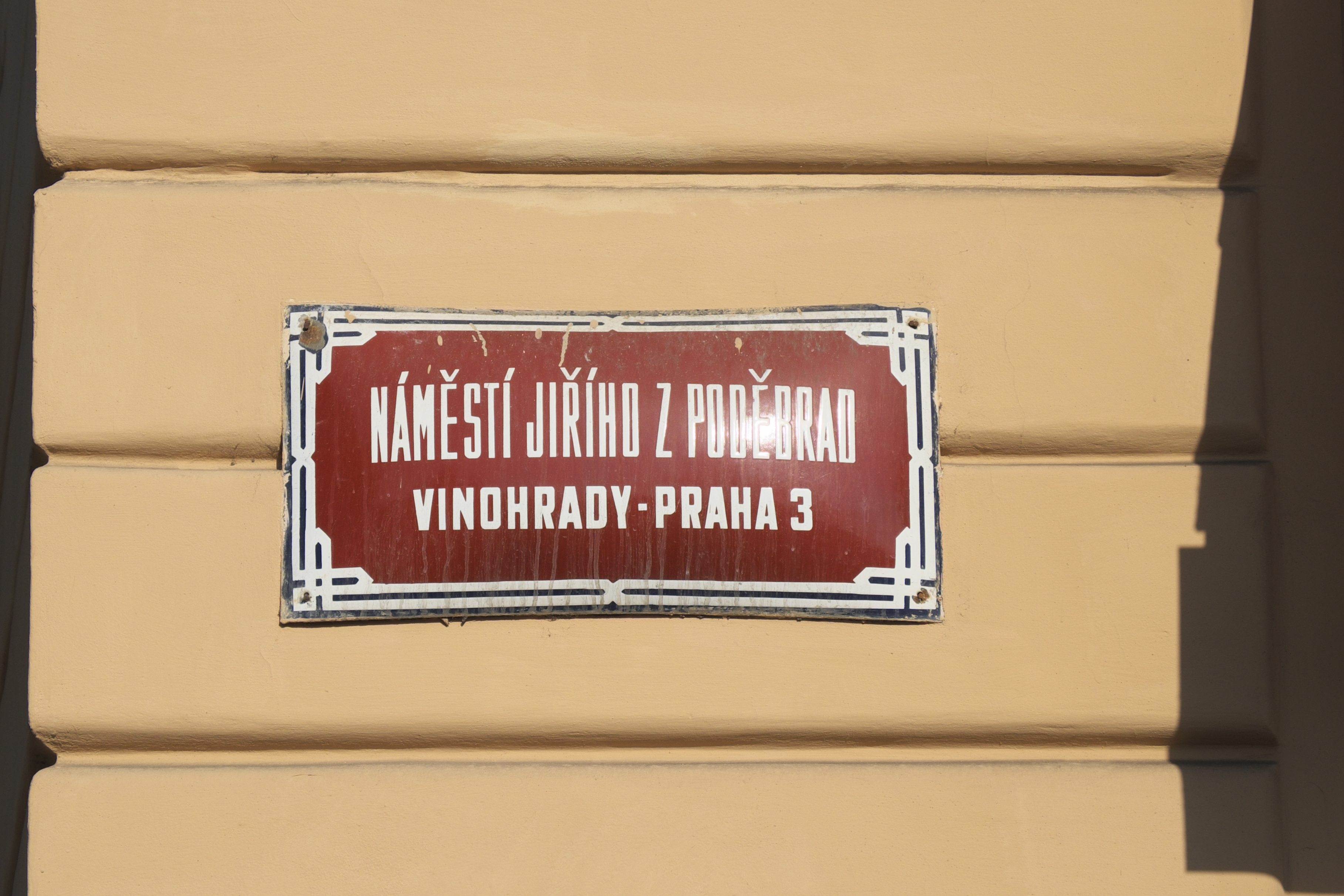
Platz Georg von Podiebrad im Stadtteil Vinohrady in Prag

Nach König Georg ist in Prag der Platz Náměstí Jiřího z Poděbrad genannt.

## Musik
- Jiří z Kunštátu a Poděbrad (Georg von Kunstadt und Poděbrad); Oper in 3 Akten von Osvald Chlubna (1942; 1966 Aufführung im tschechischen Rundfunk).